# Deborah Mailman
Deborah Mailman AM (Mount Isa, 14 de julho de 1972) é uma atriz e cantora australiana. Ela é conhecida por seus personagens Kelly Lewis na série de televisão The Secret Life of Us, Cherie Butterfield em Offspring, Lorraine em Redfern Now e Tia Linda na série distópica de ficção científica Cleverman. Ela foi a primeira atriz aborígine a ganhar o Prêmio de AACTA Awards de Melhor Atriz Principal.

## Filmografia

### Cinema
| Ano  | Título                  | Papel           | Notas            |
| ---- | ----------------------- | --------------- | ---------------- |
| 1998 | Radiance                | Nona            |                  |
| 2000 | The Third Note          | Tina            | Curta-metragem   |
| 2000 | The Monkey's Mask       | Lou             |                  |
| 2002 | Rabbit-Proof Fence      | Mavis           |                  |
| 2006 | The Book of Revelation  | Julie           |                  |
| 2009 | Bran Nue Dae            | Roxanne         |                  |
| 2012 | Mental                  | Sandra          |                  |
| 2012 | The Sapphires           | Gail McCrae     |                  |
| 2012 | Mabo                    | Bonita          |                  |
| 2013 | The Darkside            | Pamela          |                  |
| 2014 | Paper Planes            | Maureen         |                  |
| 2015 | Oddball                 | Mayor Lake      | Também narradora |
| 2015 | Redfern Now: Promise Me | Lorraine        | Telefilme        |
| 2015 | Blinky Bill the Movie   | mãe de Blinky   | Voz              |
| 2016 | A Few Less Men          | Policial        |                  |
| 2017 | Three Summers           | Pam             |                  |
| 2017 | Djali                   | Gracie Phillips | Curta-metragem   |
| 2019 | H Is for Happiness      | Penelope Benson |                  |
| 2020 | 2067                    | Regina          |                  |
| 2020 | Combat Wombat           | Maggie Diggins  | Voz              |
| 2023 | The New Boy             |                 | Pós-produção     |

### Televisão
| Ano       | Título                         | Papel                    | Notas                                                  |
| --------- | ------------------------------ | ------------------------ | ------------------------------------------------------ |
| 2001–05   | The Secret Life of Us          | Kelly Lewis / Narrador   |                                                        |
| 2005      | The Alice                      | Sonia                    | Episódios 1 & 2                                        |
| 2006      | Two Twisted                    | Jones                    |                                                        |
| 2006      | The Chaser's War on Everything | Ela mesma                | Episódio 9                                             |
| 2010–17   | Offspring                      | Cherie Butterfield       |                                                        |
| 2012      | Redfern Now                    | Lorraine                 | Episódio 3: "Raymond" Episódio 7: "Where the Heart Is" |
| 2014–16   | Black Comedy                   |                          |                                                        |
| 2014–21   | Jack Irish                     | Cynthia                  |                                                        |
| 2016      | Tomorrow When the War Began    | Kath Mackenzie           |                                                        |
| 2016–17   | Cleverman                      | Tia Linda                |                                                        |
| 2016      | Wolf Creek                     | Bernadette O'Dell        | Episódio 1.3: "Salt Lake" Episódio 1.4: "Opalville"    |
| 2016      | Please Like Me                 | Siobhan                  | Episódio 4.6: "Souvlaki"                               |
| 2017      | Little J & Big Cuz             | Big Cuz                  | Série de animação                                      |
| 2017      | Get Krack!n                    | Primeira-Ministra Burney | Episódio 1.7                                           |
| 2018      | Mystery Road                   | Kerry Thompson           | Minissérie                                             |
| 2018      | Bite Club                      | Anna Morton              |                                                        |
| 2019-2024 | Total Control                  | Alex Irving              |                                                        |
| 2023      | Ark: The Animated Series       | Deborah Walker           | Voz                                                    |